# Torneo de Lexington 2020
El Top Seed Open 2020 fue un torneo profesional de tenis jugado en canchas de arcilla. Fue la primera edición del torneo y forma parte del WTA Tour 2020. Se llevó a cabo en Lexington (Estados Unidos) entre el 10 y el 16 de agosto de 2020. El torneo se disputó sin presencia de público asistente como parte de las medidas sanitarias debido a la Pandemia de COVID-19.

## Distribución de puntos
| Modalidad           | Campeona | Finalista | Semifinales | Cuartos de final | 2.ª ronda | 1.ª ronda | Clasificadas | 2.ª ronda de clasificación | 1.ª ronda de clasificación |
| Individual femenino | 280      | 180       | 110         | 60               | 30        | 1         | 18           | 12                         | 1                          |
| Dobles femenino     | 280      | 180       | 110         | 60               | 1         | -         | -            | -                          | -                          |

## Cabezas de serie

### Individuales femenino
| Tenista          | Ranking | Preclasificada |
| Serena Williams  | 9       | 1              |
| Aryna Sabalenka  | 11      | 2              |
| Johanna Konta    | 14      | 3              |
| Amanda Anisimova | 28      | 4              |
| Yulia Putintseva | 33      | 5              |
| Magda Linette    | 36      | 6              |
| Sloane Stephens  | 37      | 7              |
| Ons Jabeur       | 39      | 8              |

- Ranking del 3 de agosto de 2020.

### Dobles femenino
| Tenista                          | Ranking | Preclasificada |
| Alexa Guarachi Desirae Krawczyk  | 76      | 1              |
| Cori Gauff Caty McNally          | 89      | 2              |
| Hayley Carter Luisa Stefani      | 90      | 3              |
| Kaitlyn Christian Giuliana Olmos | 133     | 4              |

## Campeonas

### Individual femenino
Jennifer Brady venció a  Jil Teichmann por 6-3, 6-4

### Dobles femenino
Hayley Carter /  Luisa Stefani vencieron a  Marie Bouzková /  Jil Teichmann por 6-1, 7-5